# Indonesia Open 1986
Die Indonesia Open 1986 waren eines der Top-10-Turniere des Jahres im Badminton in Asien. Sie fanden vom 17. bis zum 20. Juli 1986 in Jakarta statt. Mit einem Preisgeld von 54.000 US-Dollar wurde das Turnier in Kategorie 1 der Grand-Prix-Wertung eingestuft.

## Austragungsort
- Jakarta Sports Palace

## Finalresultate
| Disziplin    | Sieger                            | Finalist                      | Ergebnis           |
| ------------ | --------------------------------- | ----------------------------- | ------------------ |
| Herreneinzel | Icuk Sugiarto                     | Sze Yu                        | 15-6, 15-6         |
| Dameneinzel  | Shi Wen                           | Helen Troke                   | 6-11, 11-9, 11-9   |
| Herrendoppel | Liem Swie King Hariamanto Kartono | Razif Sidek Jalani Sidek      | 15-3, 12-15, 15-12 |
| Damendoppel  | Verawaty Fajrin Ivanna Lie        | Rosiana Tendean Imelda Wiguna | 17-15, 15-2        |
| Mixed        | Steen Fladberg Gillian Clark      | Steve Baddeley Gillian Gowers | 15–5, 15–4         |